# Jesús Aguilar Rodríguez
Jesús Aguilar Rodríguez (Monzón de Campos, Palencia, España, 15 de septiembre de 1942 — 7 de mayo de 1999) fue un futbolista español que se desempeñaba como guardameta.

## Clubes
| Club                         | País   | Año       |
| ---------------------------- | ------ | --------- |
| Real Valladolid C. F.        | España | 1963-1970 |
| R. C. Deportivo de La Coruña | España | 1970-1974 |

Club Linares Deportivo España 1974_1978